# اولین پاکسازی
اولین پاکسازی (انگلیسی: The First Purge) فیلمی در ژانر ترسناک پادآرمانی به کارگردانی جرارد مک‌موری و نویسندگی جیمز دموناکو است که در سال ۲۰۱۸ منتشر شد. از بازیگران آن می‌توان به لکس اسکات دیویس، لورین ولز، مریسا تومی، ملونی دیاز، و استیو هریس اشاره کرد.

## داستان
رد افکار تاریک خود، از جمله تمایل وی به "پاکسازی" و ابراز نفرت خود نسبت به افراد دیگر بحث می‌کند. یک کارمند NFFA به اسکلت می‌گوید که خیلی زود می‌تواند.
در جایگزین ۲۰۱۴، پدران مؤسس جدید آمریکا (NFFA) اکنون قدرتمندترین حزب در ایالات متحده هستند. در سال ۲۰۱۷، Arlo Sabian، رئیس ستاد NFFA و جامعه شناس دکتر May Updale آزمایشی را برای انجام در جزیره استاتن اعلام کردند که در آن به مدت ۱۲ ساعت به شهروندان اجازه داده می‌شود از هر راهی که انتخاب کنند، از جمله قتل ، پاکسازی و رها کنند. NFFA ۵،۰۰۰ دلار به ساکنان می‌دهد تا در طول آزمایش بمانند، در صورت پیوستن به پاکسازی و زنده ماندن، جبران اضافی می‌کنند. آن‌ها همچنین از شرکت کنندگان در دوربین‌های لنز تماسی استفاده می‌کنند تا بتوانند بر کلیه فعالیت‌ها نظارت داشته و دستگاه‌های ردیابی را در آن‌ها قرار دهند تا بدانند که آیا سعی می کنند جزیره را ترک کنند.
دیمیتری ، پروردگار مواد مخدر ، به نمایندگی های خود می گوید که آنها این جزیره را ترک نمی‌کنند زیرا این امر توجه زیادی را به خود جلب می کند و مقادیر زیادی پول و محصول خود را جابجا می‌کند. دمیتری به سربازان خود می‌گوید که آن‌ها در یک خانه امن بمانند و دراز بکشند. نمایندگی سرمایه A تصمیم می‌گیرد تا این دستور را نادیده بگیرد و بیرون برود و پاکسازی کند، در حالی که آیزایا، فروشنده جدید تازه وارد Skeletor مورد حمله و قطع قرار می‌گیرد. اشعیا برای معالجه به نزد خواهرش Nya، یک فعال ضد پاکسازی و دوست دختر سابق دیمیتری می‌رود.
هنگامی که مردم از جزیره استاتن فرار می‌کنند، نایا در یک کلیسا به دوستانش دولورس، لوئیزا و سلینا می‌پیوندد.